# Two Point Museum
Two Point Museum es un videojuego de simulación económica desarrollado por Two Point Studios y publicado por Sega. Es el tercer juego de la saga de Two Points, después de Two Point Hospital (2018) y Two Point Campus (2022). El juego se lanzó para Windows PC, PlayStation 5 y Xbox Series X y Series S el 4 de marzo de 2025. 

## Jugabilidad
El juego presenta una jugabilidad similar a la de sus entregas anteriores, en la que el jugador asume el rol de gerente de un museo. Su objetivo principal es diseñar las instalaciones, exhibir una variedad de colecciones y garantizar una experiencia satisfactoria para los visitantes. Para generar dinero se requiere una exposición de colecciones bien decorada, para que genere el "Buzz", un efecto que anima a los turistas a donar a tu museo. Cabe recalcar que hay varios tipos de visitantes, cada uno de los cuales tiene sus propias preferencias de tipos de exhibiciones. Para generar aprendizaje entre los clientes, se pueden analizar las colecciones de tu galería para desbloquear más conocimiento ellos, y así permitir que puestos de información enseñen a los turistas de manera más efectiva. Al atender las necesidades de todos los visitantes, el museo recibirá excelentes críticas y, por consecuente, más donativos. 
Los jugadores necesitan contratar auxiliares para atender las taquilla y tiendas, contratar guardias de seguridad para mantener el orden en el museo y disuadir a los ladrones y niños traviesos de vandalizar las exhibiciones o mangar las cajas de donaciones. Por último, contratar conserjes, para mantener el museo limpio.  También se exige de arqueólogos expertos, para que puedan explicar las exhibiciones y generar entretenimiento entre las personas. Los mismos, pueden formar parte de excursiones para distintas partes del mundo y así coleccionar artefactos valiosos en las cuales podrán usarse en el museo. Sin embargo, estas expediciones pueden llegar a ser peligrosas, ya que pueden herir o hacer que los expertos desaparezcan.
Mientras los jugadores progresan en el juego, la calificación de su museo mejorará. A diferencia de los demás juegos de la saga, que utilizan un sistema de recompensas de tres estrellas, Two Point Museum utiliza un sistema de puntuación de estrellas infinito. 

## Desarrollo
Two Point Museum es el tercer videojuego de la desarrolladora británica de Two Point Studios. La idea surgió por parte del cofundador y director técnico de Two Point, Ben Hymers.  En un principio, el equipo se sintió atraído por la idea de un videojuego Two Point acerca de un museo, en donde se pueda gestionar, coleccionar y conservar artefactos. Al igual que en juegos anteriores de la serie, Two Point Museum tiene un tono extravagante, en donde se incluye exhibiciones basadas en la realidad y otras más excéntricas.  El director de diseño, Ben Huskin, aseguró de que ninguno de los artefactos del juego tuviera correlación con civilizaciones del mundo, aunque por lo menos, podrían hacer una referencia a la historia del mundo real de forma irónica. 
El equipo cambió significativamente el sistema de progresión. Como los jugadores ahora debían excavar artefactos individuales para sus museos en lugar de comprarlos en el mercado, el objetivo era que pasaran más tiempo construyendo cada museo, animándolos a modificar y reorganizar su diseño mientras lo expandían poco a poco.  Los objetivos de misión también fueron rediseñados junto con el sistema de puntuación infinita por estrellas, y la progresión suele compartirse entre los distintos museos con el fin de mantener a los jugadores involucrados con cada uno de los museos que han construido.  Según el diseñador principal Luke Finlay-Maxwell, cada subcategoría de exhibición también cuenta con sus propias mecánicas de juego únicas, de modo que los jugadores se enfrenten constantemente a desafíos “nuevos e interesantes” a medida que avanzan.  Finalmente, se introdujeron las expediciones para añadir una nueva capa de estrategia, ya que los jugadores deben gestionar el personal asignado a cada expedición, asegurar su éxito y enfrentar las consecuencias negativas asociadas con cada una de ellas. 
Two Point Museum se anunció oficialmente en agosto de 2024 y se lanzó para Microsoft Windows, PlayStation 5 y Xbox Series X y Series S el 4 de marzo de 2025.  También se espera su lanzamiento para la Nintendo Switch 2. 